# Žemaičių Naumiestis
Žemaičių Naumiestis is een plaats in het Litouwse district Klaipėda. De plaats telt 1716 inwoners (2001).